# ゴージャス染谷
ゴージャス染谷（ゴージャスそめや、1975年7月4日 - ）は、日本の構成作家、元お笑い芸人。埼玉県出身。ギャクプロレス団体「西口プロレス」のレスラーとしても活動していた。

## 参加作品（構成）
- ロンQ!ハイランド（日本テレビ）
- バリオク!（日本テレビ）

## 出演作品

### テレビ番組
- デジタルファクトリー（テレビ朝日）
- 人類滅亡と13のコント（日本テレビ）

### 舞台・ライブ
- 大川興業主催
  - 「すっとこどっこい」
  - 「苦肉祭」
  - 「業 業 業」（本公演）
  - 「悪い人も積もればお金になる」（本公演）
- 「西口寄席」